# Peter James Cullinane
Peter James Cullinane CNZM (* 29. November 1936 in Dannevirke) ist emeritierter Bischof von Palmerston North.

## Leben
Cullinane studierte zunächst im Holy Name Seminary in Christchurch und ab 1958 in Genua. Der Erzbischof von Genua, Giuseppe Kardinal Siri, weihte ihn am 13. Dezember 1961 zum Priester und Cullinane wurde in den Klerus des Erzbistums Wellington inkardiniert. Er war Gemeindepfarrer und von 1969 Lektor am Holy Cross College.
Papst Johannes Paul II. ernannte ihn am 6. März 1980 zum ersten Bischof von Palmerston North. Der Erzbischof von Wellington, Thomas Stafford Williams, weihte ihn am 23. April desselben Jahres zum Bischof; Mitkonsekratoren waren Owen Noel Snedden, Weihbischof in Wellington und Militärvikar von Neuseeland, und Edward Russell Gaines, Bischof von Hamilton in Neuseeland. Bischof Cullinane war von 1997 bis 2003 Präsident der Bischofskonferenz von Neuseeland.
Am 22. Februar 2012 nahm Papst Benedikt XVI. das von Peter James Cullinane aus Altersgründen vorgebrachte Rücktrittsgesuch an.